# Parc des Sports de Sauclières
Pour les articles homonymes, voir Parc des Sports.
Le Parc des Sports de Sauclières est un stade de football et de rugby situé à Béziers, en France.

## Histoire
D'une capacité de 12 000 places (8 000 assises), il a accueilli les rencontres de l'Association Sportive de Béziers Hérault, le club de rugby à XV de la ville, et de l'Association Sportive de Béziers, le club de football de la ville, jusqu'en 1989 et la construction du stade de la Méditerranée.
Il fut aussi le théâtre d'une finale du championnat de France de rugby à XV , celle 17 avril 1921 opposant l'USA perpignanais au Stade toulousain (5-0).
Il est aujourd'hui utilisé par des clubs de rugby de XV de divisions inférieures, par l'équipe de football de l'Avenir Sportif Béziers et a accueilli par le passé des matches de rugby à XIII.
A noter que ce stade a donné un surnom à un entraineur de l'AS Béziers, Raoul Barrière, que l'on appelait le « sorcier de Sauclières » à la fin des années 70 .
En raison de la vétusté de l'infrastructure, la capacité a été réduite à 2 004 places. 